# 德瓦尔斯布拉夫
德瓦尔斯布拉夫（英語：DeValls Bluff）是一個位於美國阿肯色州普雷里縣的城市。根據2020年美國人口普查，該地人口為520人，而該地的面積約為3.00平方千米。該地與德薩克同為普雷里縣的縣治。

## 地理
德瓦尔斯布拉夫的座標為34°47′05″N 91°27′37″W / 34.78472°N 91.46028°W，而該地的平均海拔高度為58米（即190英尺）。